# Dark house
Dark house – termin używany do określania niektórych houseowych utworów z gatunku progressive house z głębokimi bitami i wolnym tempem (~130 BPM) oraz wykorzystujących dźwięki i słowa tworzące mroczny nastrój. Często są to sample, które można znaleźć w horrorach, choć mroczny nastrój osiągany jest również dzięki linii melodycznej lub linii basowej.
Przykłady utworów dark house:
- Tijuana – Groove Is In The Air
- Jamez Presents Tatoine – Music (16b Remix)
- Satoshi Tomiie & Kelly Ali – Love In Traffic (John Creamer & Stephane K Remix)
- Dirty Harry – Musica
- Moshic & Landa – Faza
- Angel – Powerplant (Hamel & Medway Remix)
- Filur – You And I (Trentemøller Free Dub)
- Radio Slave – Grindhouse (Dubfire planet of terror remix)